# Partito Rivoluzionario Moderno
Il Partito Rivoluzionario Moderno (in spagnolo Partido Revolucionario Moderno – PRM) e un partito politico della Repubblica Dominicana. È nato da una scissione nel Partito Rivoluzionario Dominicano (PRD). Il partito è stato riconosciuto il 9 settembre 2014. Il Partito Rivoluzionario Moderno è l'erede legale dell'Alleanza Sociale Dominicana.
la direzione del PRM ha annunciato che avrebbe guidato una coalizione composta da più di 10 partiti in occasione delle Elezioni generali nella Repubblica Dominicana del 2016.
il 4 agosto 2014 34 deputati hanno annunciato il loro passaggio dal Partito Rivoluzionario Dominicano al Partito Rivoluzionario Moderno.
Il partito ha raggiunto il potere dopo aver vinto le Elezioni generali nella Repubblica Dominicana del 2020 che si sono tenute il 5 luglio. In aggiunta alla vincita della maggior parte dei seggi in entrambe le camere del Congresso della Repubblica Dominicana, il leader del partito Luis Abinader è stato eletto Presidente della Repubblica Dominicana ed ha assunto con successo la carica il 16 agosto 2020.

## Ideologia
il partito si definisce come un' "organizzazione politica di natura poli-classista e di orientazione democratica, liberale e progressista, il cui obbiettivo e di guidare il popolo dominicano verso uno sviluppo umano, garantendo un miglioramento materiale e spirituale della popolazione, in una struttura di democrazia e libertà. Questo partito guida una prestazione negli ideali dei fondatori della madrepatria dominicana".

## Risultati elettorali

### Elezioni presidenziali
| Elezione | Candidato     | Voti      | %     | Risultato |
| -------- | ------------- | --------- | ----- | --------- |
| 2016     | Luis Abinader | 1 613 222 | 34,98 | Sconfitta |
| 2020     | Luis Abinader | 2 154 866 | 52,52 | Vittoria  |

### Elezioni parlamentari
| Elezione | Voti      | %     | Camera dei deputati | Senato  |
| -------- | --------- | ----- | ------------------- | ------- |
| 2016     | 877 101   | 20,43 | 42 / 190            | 2 / 32  |
| 2020     | 1 768 588 | 45,24 | 86 / 190            | 17 / 32 |